# Ludwigia inclinata
Ludwigia inclinata är en dunörtsväxtart som först beskrevs av Carl von Linné d.y., och fick sitt nu gällande namn av Gomez de la Maza. Ludwigia inclinata ingår i släktet ludwigior, och familjen dunörtsväxter. Utöver nominatformen finns också underarten L. i. verticillata.